# 三重県道581号長島港古里線
三重県道581号長島港古里線（みえけんどう581ごう ながしまこうふるさとせん）は、三重県北牟婁郡紀北町を通る一般県道である。

## 概要
北牟婁郡紀北町長島から北牟婁郡紀北町古里に至る。

### 路線データ
- 起点：三重県北牟婁郡紀北町長島（字大向井2019番10地先[1][2]：長島港）
- 終点：三重県北牟婁郡紀北町古里（字尻掛958番1[1][2]：古里北交差点、国道42号交点）

## 歴史
- 1972年（昭和47年）12月1日 - 認定[3]

起点：長島港
終点：三重県北牟婁郡紀伊長島町大字海野字古里
- 1973年（昭和48年）
  - 9月25日 - 道路区域の決定[4]
  - 11月27日 - 道路の供用開始[5]

三重県北牟婁郡紀伊長島町大字長島字大向井2019の10番地先から三重県北牟婁郡紀伊長島町大字海野字垣の内1030の1番地先まで（延長3,916.4 m）
- 2002年（平成14年）3月29日 - 県道の路線認定の一部改正[6]（終点の変更）

終点：三重県北牟婁郡紀伊長島町大字海野
- 2007年（平成19年）3月30日 - 県道の路線認定の一部改正[7]（自治体合併に伴う変更）

終点：三重県北牟婁郡紀北町紀伊長島区古里
- 2016年（平成28年）4月1日 - 地域自治区の廃止に伴う変更[8]

終点：三重県北牟婁郡紀北町古里

## 路線状況

### 道路施設

#### 橋梁
- ふるさと大橋（紀勢本線、北牟婁郡紀北町）

#### トンネル
- 海野トンネル：延長235 m、2004年（平成16年）竣工、北牟婁郡紀北町

## 地理

### 通過する自治体
- 三重県
  - 北牟婁郡紀北町

### 交差する道路
| 交差する道路        | 交差する場所 | 交差する場所        |
| ------------------- | ------------ | ------------------- |
| 国道42号 / 熊野街道 | 古里         | 古里北交差点 / 終点 |

### 交差する鉄道
- 紀勢本線

### 沿線
- 長島港
- 紀北町立海野小学校